# Кирил Афендулидис
Кирил (на гръцки: Κύριλλος, Кирилос) е гръцки православен духовник, поленински и кукушки митрополит.

## Биография
Роден е в Понт с фамилията Афендулидис (Αφεντουλίδης). Завършва в Богословското училище на Халки и преподава в женското училище Запио в Цариград. На 27 феврурари 1922 година в патриаршеския храм „Свети Георги“ е ръкоположен за дарданелски и лампсакски митрополит от митрополит Николай Кесарийски в съслужение с митрополитите Василий Никейски, Герман Амасийски, Лаврентий Халдийски и Георгий Мраморноостровен. На 16 октомври 1924 година е избран за глава на Нигритската митрополия, а на 21 юни 1928 за митрополит в Кукуш. Развива широка благотворителна дейност и полага основите на митрополитската катедрала „Преображение Господне“.
Умира на 5 ноември 1942 година.